# Gilletinus variegatus
Gilletinus variegatus är en skalbaggsart som beskrevs av Henry Fuller Howden 1989. Gilletinus variegatus ingår i släktet Gilletinus och familjen Bolboceratidae. Inga underarter finns listade i Catalogue of Life.